# Schlumbergera × reginae
A Schlumbergera × reginae a Schlumbergera truncata és a Schlumbergera orssichiana fajok mesterségesen létrehozott hibridje. A hibridet a Schlumbergera orssichiana faj felfedezője, Beatrix Orssich hozta létre először. A Schlumbergera orssichiana-t Schlumbergera truncata kultúrváltozataival keresztezve Frank Süpplie a többszínű Queen-hibridek egész sokaságát állította elő.

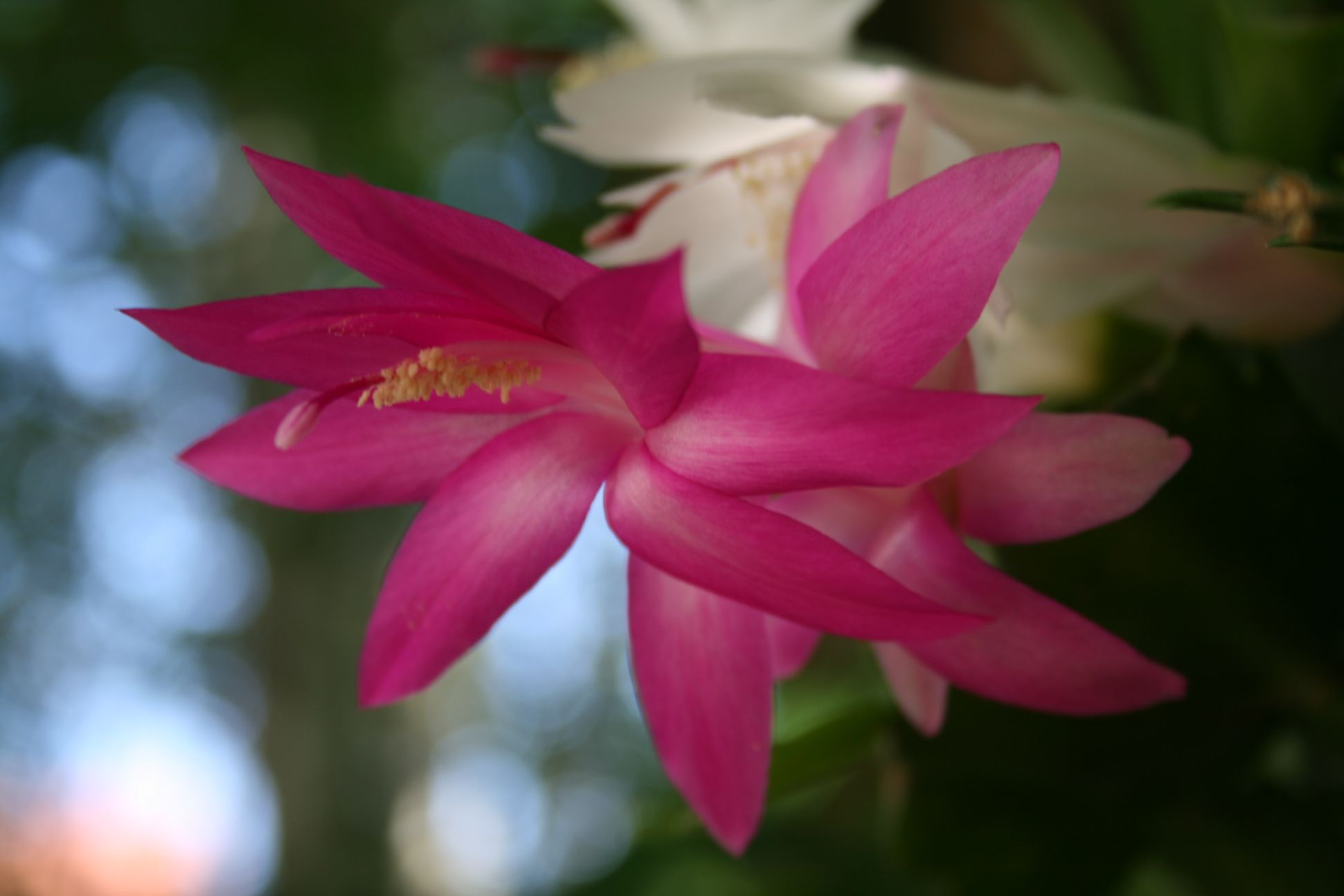
Schlumbergera × reginae 'Jolly Dancer'